# Władcy Anglii Wschodniej

## KrólowieAnglii Wschodniej
|                                |                  |                                                                                                   |                                                                                                   |
| Lata władzy                    | Król             | Ówczesny tytuł                                                                                    | Uwagi                                                                                             |
| nieznane                       | Wehha            | VVEHHA VVILHELMING ESTANGLE CYNING VVEHHA REX ANGLORVM ORIENTALIVM                                | Pierwszy władca Wschodnich Anglów ("Historia Brittonum")                                          |
| ok. 571–578                    | Wuffa            | VVFFA VVEHHING ESTANGLE CYNING VVFFA REX ANGLORVM ORIENTALIVM                                     | Założyciel dynastii Wuffingów (Roger z Wendover)                                                  |
| 578–ok. 600                    | Tytila           | TYTTLA VVFFING TYTTLA REX ANGLORVM ORIENTALIVM                                                    |                                                                                                   |
| ok. 600–ok. 625                | Raedwald         | RÆDVVALD TYTTLING ESTANGLE CYNING RÆDVVALD REX ANGLORVM ORIENTALIVM                               | Imperium; Rex Anglorum (Beda Wielebny). Bretwalda (Kronika anglosaska).                           |
| 617–618                        | Eni              | ENI TYTTLING ESTANGLE CYNING ENI REX ANGLORVM ORIENTALIVM                                         | nie jest pewne czy rządził                                                                        |
| ok. 625–ok. 627                | Eorpwald         | EORPVVALD RÆDVVALDING ESTANGLE CYNING EORPVVALD REX ANGLORUM ORIENTALIUM                          | Zamordowany przez Ricberhta.                                                                      |
| ok. 627–ok. 629                | Ricberht         | RICBRYHT REX ANGLORUM ORIENTALIUM                                                                 | nie jest pewne czy rządził                                                                        |
| ok. 629–ok. 634                | Sigeberht        | SIGEBRYHT RÆDVVALDING ESTANGLE CYNING SIGEBRYHT REX ANGLORVM ORIENTALIVM                          | Współrządził z Ecgrikiem; abdykował; zabity w bitwie; Swięty Sigeberht. Syn lub pasierb Rædwalda. |
| przed 634–636(?)               | Ecgric           | ECGRIC ESTANGLE CYNING ECGRIC REX ANGLORVM ORIENTALIVM                                            | Zabity w bitwie; członek rodziny Sigeberhta przypuszczalnie syn Rædwalda lub Eniego.              |
| 636–654                        | Anna             | ANNA ENING ESTANGLE CYNING ANNA REX ANGLORVM ORIENTALIVM                                          | Zabity w bitwie                                                                                   |
| 654–15 listopada 654           | Aethelhere       | ÆÞELHERE ENING ESTANGLE CYNING ÆÞELHERE REX ANGLORVM ORIENTALIVM                                  |                                                                                                   |
| 654–664                        | Aethelwold       | ÆTHELVVOLD ENING ESTANGLE CYNING ÆÞELVVOLD REX ANGLORVM ORIENTALIVM                               |                                                                                                   |
| 663 lub 664–713                | Ealdwulf         | EALDVVLF ESTANGLE CYNING EALDVVLF REX ANGLORVM ORIENTALIVM                                        |                                                                                                   |
| ok. 713–749                    | Aelfwald         | ÆLFVVALD ESTANGLE CYNING ÆLFVVALD REX ANGLORVM ORIENTALIVM                                        |                                                                                                   |
| 749–?                          | Hun              | HVN ANGLORUM ORIENTALIUM                                                                          | Współwładca (prawdopodobnie legendarny)                                                           |
| 749–ok. 760                    | Beorna           | BEORNA ESTANGLE CYNING BEORNA REX ANGLORVM ORIENTALIVM                                            | Współwładca                                                                                       |
| 749–?                          | Alberht          | ALBERHT ANGLORVM ORIENTALIVM                                                                      | Współwładca; znany także jako Æthelberht I                                                        |
| ok. 760–ok. 779                | Aethelred I      | ÆÞELRED ESTANGLE CYNING ÆÞELRED REX ANGLORVM ORIENTALIVM                                          | Prawdopodobnie legendarny                                                                         |
| 779(?)–794                     | Aethelberht II   | ÆÞELBRYHT ESTANGLE CYNING ÆÞELBRYHT REX ANGLORVM ORIENTALIVM                                      | Święty Ethelbert. Zabity z rozkazu Offy                                                           |
| Dynastia z Mercji              |                  |                                                                                                   |                                                                                                   |
| ok. 760–796                    | Offa             | OFFA ÞINCFRIÞING MIERCNA 7 ESTANGLE CYNING OFFA REX MERCIA ET ANGLIÆ ORIENTALIS OFFA REX ANGLORVM | Władał Anglami Wschodnimi                                                                         |
| Dynastia z Anglii Wschodniej   |                  |                                                                                                   |                                                                                                   |
| po 794                         | Eadwald          | EADVVALD ESTANGLE CYNING EADVVALD REX ANGLORVM ORIENTALIVM                                        |                                                                                                   |
| Dynastia z Mercji              |                  |                                                                                                   |                                                                                                   |
| ok. 796–821                    | Coenwulf         | COENVVLF MIERCNA 7 ESTANGLE CYNING COENVVLF REX MERCIA ET ANGLIÆ ORIENTALIS                       | Władał Anglami Wschodnimi                                                                         |
| 821–823                        | Ceolwulf         | COELVVLF MIERCNA 7 ESTANGLE CYNING COELVVLF REX MERCIA ET ANGLIÆ ORIENTALIS                       | Władał Anglami Wschodnimi                                                                         |
| 823–826                        | Beornwulf        | BEORNVVLF MIERCNA 7 ESTANGLE CYNING BEORNVVLF REX MERCIA ET ANGLIÆ ORIENTALIS                     | Władał Anglami Wschodnimi                                                                         |
| Dynastia z Anglii Wschodniej   |                  |                                                                                                   |                                                                                                   |
| ok. 827–ok. 845                | Aethelstan       | ÆÞELSTAN ESTANGLE CYNING ÆÞELSTAN REX ANGLORVM ORIENTALIVM                                        | stylizował się na króla wszystkich Anglów                                                         |
| ok. 845–855                    | Aethelweard      | ÆÞELVVEARD ESTANGLE CYNING ÆÞELVVEARD REX ANGLORVM ORIENTALIVM                                    |                                                                                                   |
| 855–20 listopada 869 lub 870   | Edmund Męczennik | EADMVND ESTANGLE CYNING EADMVND REX ANGLORVM ORIENTALIVM                                          | Męczennik; Święty Edmund. stylizował się na króla wszystkich Anglów                               |
| Władcy pod panowaniem wikingów |                  |                                                                                                   |                                                                                                   |
| 870–876                        | Oswald           | OSVVALD ESTANGLE CYNING OSVVALD REX ANGLIÆ ORIENTALIS                                             | Zmarł w 876 roku                                                                                  |
| 876–879                        | Aethelred II     | ÆÞELRED ESTANGLE CYNING ÆÞELRED REX ANGLIÆ ORIENTALIS                                             | Zastąpiony Alfredem Wielkim z Wessex w 879 roku                                                   |
| 879–890                        | Guthrum Stary    | AÞELSTAN ESTANGLE CYNING AÞELSTAN REX ANGLIÆ ORIENTALIS                                           | Normański władca Guthrum Stary, przyjął na chrzcie imię Æthelstan                                 |
| 890–902                        | Eohric (Eohric)  | ERIC ESTANGLE CYNING ERIC REX ANGLIÆ ORIENTALIS                                                   | Zabity w bitwie w grudniu 902                                                                     |
| 902?                           | Aethelwold       | AÞELWALD ESTANGLE CYNING AÞELWALD REX ANGLIÆ ORIENTALIS                                           | Zabity w bitwie w grudniu 902                                                                     |
| 902–916                        | Guthrum II       | GUTHRUM ESTANGLE CYNING GUTHRUM REX ANGLIÆ ORIENTALIS                                             | Zabity w bitwie w 916 roku                                                                        |

Po roku 917 Anglia Wschodnia przeszła pod panowanie królestwa Wessex, zaś jej władcy tytułowali się tylko earlami.